# Roei- en Zeilvereniging Daventria
Roei- en Zeilvereniging Daventria is een roeivereniging uit Deventer, opgericht op 6 september 1884.
De vereniging is vernoemd naar de plaats van vestiging, de stad Deventer aan de oever van de rivier de IJssel. R&Zv Daventria heeft circa 400 leden en is gevestigd in de jachthaven aan de Rembrandtkade ten noorden van het stadscentrum. Daventria organiseert elk jaar op de eerste zondag van september een roeiwedstrijd, de IJsselregatta. Dit is een achtervolgingsrace van 17 km over de rivier vanaf de vestiging van zustervereniging Isala in Zutphen tot Deventer. Aan deze wedstrijd doen jaarlijks bijna 100 ploegen mee.

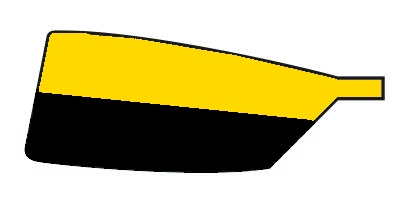
Het blad in het geel met zwart van Daventria.